# 海賊戦隊ゴーカイジャー THE MOVIE 空飛ぶ幽霊船
『海賊戦隊ゴーカイジャー THE MOVIE 空飛ぶ幽霊船』（かいぞくせんたい ゴーカイジャー ザ ムービー そらとぶゆうれいせん）は、2011年8月6日より東映系でデジタル3D/2Dで同時上映された日本の映画作品。特撮ヒーロー番組「スーパー戦隊シリーズ」の『海賊戦隊ゴーカイジャー』の映画化作品である。『劇場版 仮面ライダーオーズ WONDERFUL 将軍と21のコアメダル』と同時上映。キャッチコピーは「かつてない熱い夏がやってくる!!」。

## 概要
「ゴーカイジャー」をタイトルに含む映画作品としては、前作『ゴーカイジャー ゴセイジャー スーパー戦隊199ヒーロー大決戦』に続いて2作目。
2010年夏に公開の『天装戦隊ゴセイジャー エピックON THEムービー』に続いて監督は渡辺勝也、アクション監督は竹田道弘が担当。また、渡辺のラブコールで『炎神戦隊ゴーオンジャー』から生まれたアイドルユニット・G3プリンセスがゲスト出演した。『スーパー戦隊199ヒーロー大決戦』同様、過去のスーパー戦隊と対決した敵が数人再登場するほか、歴代の敵組織の戦闘員が総登場し、全ての戦闘員が融合した合体戦闘員が登場した。
本作品を始めとする毎年夏に公開されるスーパー戦隊シリーズの劇場版では最初の作品である2001年の『劇場版 百獣戦隊ガオレンジャー 火の山、吼える』から10年間に渡って、劇場版限定（もしくは本編より先行）のメカが登場し、その玩具も発売されることが恒例となっていたが、本作品では後述のにせゴーカイオーという「劇場版限定メカ」自体は登場しているものの、商品化はなされなかった。また、ゲストヒロインが登場しないのも特徴であり、監督の渡辺は過去に手がけた3作品がすべてゲストヒロイン中心であったことから同じような物語になってしまうことを避けている。
本作品はスーパー戦隊の劇場版としては初めてオープニングとエンディングが存在しない作品であり、冒頭のアバンタイトルを除くほぼ全編が本編という構成になっている。渡辺は本編に多く尺を用いるためにこうしたことを述べている。
ゴーカイシルバー/伊狩鎧役の池田純矢はこの映画が初めての撮影だったこともあり、劇中での出番は冒頭と終盤に留まり、池田も出番が少ないことを嘆いている。この時点でテレビシリーズ登場回の脚本も出来上がっていなかったため、終盤でのタメ口でのセリフなどがその後のキャラクター付けと異なっている。
脚本執筆の際には石ノ森章太郎原作の東映アニメ映画『空飛ぶゆうれい船』（1969年）をオマージュする案もあったが、最終的には題名を参考にした以外は、無関係な内容となった。また、マーベラスとアイムの過去も描く予定であったが、3Dにすることで甲斐のあるネタが盛り込まれることとなった。
全国487スクリーンで公開され、2011年8月6、7日の初日2日間で興収3億4,956万5,200円、動員29万3,147人（3D版：興収6,146万6,700円/動員4万626人、2D版：興収2億8,809万8,500円/動員25万2,521人）になり映画観客動員ランキング（興行通信社調べ）で初登場第1位となった。同時期に他の3D映画が複数上映されたこともあり、3Dと2Dのスクリーン数の内訳は189対298となり2D版中心の上映となった。邦画全体でも3D映画の制作が減少していった事情もあり、夏の劇場版の3D版製作は本作品が最後となり、翌年以降は2Dのみの上映となっている。

## あらすじ
ある日突然地球上空に現れた巨大な幽霊船、その中にはどんな願いも一つだけかなえる秘宝ゴッドアイが隠されているという。マーベラスたちゴーカイジャーはゴッドアイを求めて幽霊船に乗り込むが、それは生体エネルギー奪取を目的とした幽霊船船長・ロスダークの罠だった。幽霊船内の不思議なイメージ空間に引きずり込まれたゴーカイジャーに、かつてスーパー戦隊に敗れた戦闘員や怪人の亡霊たちが襲いかかる。

## 登場人物

### 過去の戦隊作品からの客演
エージェント・アブレラ
かつて特捜戦隊デカレンジャーに倒された、宇宙の武器商人。アーナロイド、バーツロイド、イーガロイドの3種のドロイド軍団を率いてゴーカイジャーに襲い掛かる。
歴代戦闘員
歴代スーパー戦隊に倒され、無念の思いを抱えたまま魂となってさ迷っていた自称「悪の精鋭」の戦闘員。括弧内に記されているのは所属していた組織である。ゴーカイジャーに全く歯が立たなかったため後述の合体戦闘員となる。
野球仮面（）
かつて秘密戦隊ゴレンジャーに倒された、黒十字軍の仮面怪人。ゴレンジャーと野球対決をしたときは左打席だったが、前回はそれで負けたので右打席にスイッチしている。言動はコミカルで正々堂々と戦いを心情とする潔い人物。ゴレンジャーにチェンジしたゴーカイジャーたちに涙した。
『仮面ライダー×スーパー戦隊 スーパーヒーロー大戦』にて、ジョーとハカセが1975年の時代にタイムスリップした際に、当時の野球仮面を見て驚きを表す場面がある。
- 当初は1イニング分が書かれていたが、全体のバランスを考えて一打席分となった。当初野球仮面と戦うゴーカイチェンジする戦隊はゴレンジャー以外にも野球のユニフォームに似ているという理由で『科学戦隊ダイナマン』が第2稿まで残っており、他には荒川がゴーマ3ちゃんズと野球勝負をした繋がりで『五星戦隊ダイレンジャー』の案もあった。

G3プリンセス
野球仮面との野球対決において、ゴレンジャーハリケーンのボールから現れた3人のチアガール。野球仮面を翻弄した。

### 本作品のオリジナルキャラクター
ロスダーク
全宇宙を手中に収める野望を持つ幽霊船の船長。
生きた者だけの願いを叶える秘宝ゴッドアイを手に入れたもののそのときには既に幽霊となっていたため、幽霊船に乗り込んだ者たちから生体エネルギーを奪って復活しようとしている。武器は大剣とリボルバー式のガンブレードのような大型の銃。
ゴーカイレッドにゴッドアイを使われてしまった上、全員揃ったゴーカイジャーのゴーカイブラスト&スラッシュを受けて敗北。最終的には、偽ゴーカイオーと運命を共にした。
- デザインは篠原保が担当した。同時に手がけていた『劇場版 仮面ライダーオーズ』のガラも幽霊風の怪人という発注であったため、差別化としてローブを被った死神風のデザインとしている。当初はかなり長くローブを描いていたが、テレビシリーズのラスボスくらいのボリューム感でかなり偉そうになってしまうため、ボリュームを多少削っている。

合体戦闘員（）
侍戦隊シンケンジャーと戦った外道衆のナナシ連中を中心に歴代スーパー戦隊に倒された歴代の組織の戦闘員34体が合体した姿。全身に34に及ぶ顔が確認できる。戦闘員たち全員が自我を持ち、しかもそれぞれに自己顕示欲が強いことが仇となり意思が統一されず、まともに動くことすらままならない状態となり、ゴーカイピンクからまるでダンスのようだと称される。
- デザインは篠原保が担当し、モチーフ配置は企画者104が作成している。ナナシ以外の篠原が手がけた戦闘員は腕の先に小さくまとまっている。四肢はそれぞれ同系統の色の戦闘員でまとめられている。

幽霊船の番人たち
幽霊船に侵入したゴーカイジャーたちの前に現れた歌とイタズラが大好きな陽気な幽霊たち。自称「お宝の番人」だが、自分たちが宝の在り処を教えているのに全く気づいていない。口癖は三人とも「ユ〜レイヒ〜」。幽霊であるため、ダメージを受けない。
- 演じる声優3名は『秘密戦隊ゴレンジャー』と『海賊戦隊ゴーカイジャー』の主題歌の歌手による夢の共演として抜擢された。
- デザインはK-SuKeが担当した。

ガツン
角付きの兜をかぶった幽霊。ハカセを脅かし、頬にキスをする。
パチン
一つ目の幽霊。ルカとハカセを脅かし、怖がらせる。
ベロン
炎の形をした髪が特徴の幽霊。アイムのスカートを捲り、中を覗こうとするが、マーベラスに踏みつぶされる。

## 装備・戦力
ゴレンジャーハリケーン・チアガール
ゴレンジャーにチェンジしたゴーカイジャーが使用した技。ミド（ゴーカイグリーン）→アオ（ゴーカイブルー）→アカ（ゴーカイレッド）の順にキャッチャーのキ（ゴーカイイエロー）にボールを投げる。そして最後にアカが投げた球から3人のチアガール（G3プリンセス）が登場し相手を翻弄しとどめを刺す。
ゴッドアイ
本作品のキーアイテム。生きる者の願いをどんなものでも一つだけ叶えることができる伝説の秘宝。
最終的には、マーベラスがジョーたちを助けるために使用。
- デザインは篠原保が担当した。

幽霊船
本作品の物語の舞台となる幽霊宇宙船。宝玉ゴッドアイを積載し、宇宙を彷徨い、死者の魂を呼び寄せると言われている伝説の船。帆船の形をしているがその船体の大きさはゴーカイガレオンよりもはるかに大きく、ジョーの目測によればガレオンの20倍、マストにいるゴーカイオーが通常の人間サイズに見えるほどである。
- デザインは篠原保が担当した。CG制作の都合でロスダークよりも先に仕上げられ、ロスダークとも重なるように、船体にフードを被った死神のイメージをそのまま投影している。

にせゴーカイオー
ロスダークが操縦する巨大ロボ。
ゴーカイオーに酷似しているが、隻眼・マント・左腕の鉤爪・胸部や肩のマークなどの細かい部分に差異が見られ、右眼帯からのビームやガトリング状になっているゴーカイホーが武器。
序盤で豪獣神と交戦し、終盤でゴーカイオーと交戦。5つの大いなる力（バリブルーン、パトストライカー、マジドラゴン、ゲキタイガー、ドラゴンヘッダー）の前に敗れる。
- 特撮監督の佛田洋は、CGでのロボ戦にモーションキャプチャーを導入したため、敵キャラクターを新たにモデリングする時間がなく、ゴーカイオーをアレンジしたデザインになったことを証言している。商品化はされていないが、デザインはバンダイが担当した。

## キャスト
- キャプテン・マーベラス / ゴーカイレッド - 小澤亮太
- ジョー・ギブケン / ゴーカイブルー - 山田裕貴
- ルカ・ミルフィ / ゴーカイイエロー - 市道真央
- ドン・ドッゴイヤー（ハカセ） / ゴーカイグリーン - 清水一希
- アイム・ド・ファミーユ / ゴーカイピンク - 小池唯
- 伊狩鎧 / ゴーカイシルバー - 池田純矢
- SPECIAL THANKS
  - G3プリンセス - 逢沢りな、杉本有美、及川奈央

### 声の出演
- ナレーション - 関智一
- ナビィ - 田村ゆかり
- ワルズ・ギル - 野島裕史
- ダマラス - 石井康嗣
- インサーン - 井上喜久子
- バリゾーグ - 進藤学
- 野球仮面 - 永井一郎
- エージェント・アブレラ - 中尾隆聖
- ロスダーク - 内海賢二
- 歴代の戦闘員 - 勇吹輝[18][注釈 3]
- 合体戦闘員、他 - 成澤卓[19][注釈 3]
- SPECIAL THANKS
  - ガツン - ささきいさお
  - ベロン - 堀江美都子
  - パチン - 松原剛志

### スーツアクター
- ゴーカイレッド[20][21] - 福沢博文
- 押川善文
- 蜂須賀祐一
- ゴーカイグリーン[22] - 竹内康博
- 野川瑞穂
- 佐藤太輔
- ゴーカイオー[23]、にせゴーカイオー[23] - 日下秀昭[注釈 4]
- 浅井宏輔
- 清家利一
- 大林勝
- 岡元次郎
- 合体戦闘員[24] - 今井靖彦
- 中川素州
- 本多剛幸
- ロスダーク[25] - 栗田政明
- 的場耕二
- 神尾直子
- 蜂須賀昭二
- 渡邉昌宏[注釈 5]
- 青木哲也
- おぐらとしひろ
- 村岡弘之
- 橋本恵子
- 坂本隆
- 渡辺淳
- 永徳
- 金田進一
- 高橋光
- 橋口未和
- 田中宏幸
- 村井亮
- 金子佳代
- 高橋玲
- 岸本康太
- 藤田慧
- 岡田貴善
- 高田将司
- 片伯部浩正
- 内川仁朗
- 遠藤誠
- 神前元
- 岡田和也
- 蔦宗正人
- 大岩剣也
- 松本竜一
- 大藤直樹
- 矢部敬三

## スタッフ
- 原作 - 八手三郎、石ノ森章太郎
- 製作 - 鈴木武幸（東映）、平城隆司（テレビ朝日）、高橋浩（東映アニメーション）
- 企画 - 遠藤茂行、桑田潔、日達長夫、篠田芳彦、松田英史、垰義孝
- プロデューサー - 宇都宮孝明・大森敬仁（東映）、佐々木基（テレビ朝日）、矢田晃一・深田明宏（東映エージエンシー）
- エグゼクティブ・プロデューサー - 杉山登（テレビ朝日）、加藤和夫（東映ビデオ）
- 脚本 - 荒川稔久
- 音楽 - 山下康介(オフィス・トゥー・ワン)
- アクション監督 - 竹田道弘（ジャパンアクションエンタープライズ）
- 特撮監督 - 佛田洋
- 撮影 - 大沢信吾
  - 撮影助手 - 佐藤真之、小森美佳、西村翔、長谷川玲子
- 照明 - 柴田守
- 美術 - 大谷和正
- 録音 - 伝田直樹(BULL)、杉村賢太郎(BULL)
  - 録音助手 - 相楽滋嵩、村山雄亮、吉田明日香
- 編集 - 佐藤連
- スクリプター - 渋谷康子
- 音響効果 - 小川広美(大泉音映)
- 整音 - 小林喬
- 選曲 - 宮葉勝行
- 助監督 - 荒川史絵、茶谷和行、宮崎龍太
- 製作担当 - 小林智裕
- 計測 - 岩崎智之
- 視覚効果 - 沖満(日本映像クリエイティブ)
- キャラクターデザイン - 韮沢靖、篠原保、K-SuKe
- 3DCG - 日本映像クリエイティブ、フレームワークス・エンターテインメント、林デジタル工務店、日本エフェクトセンター、SULTAMEDIA FX、TOEI ANIMATION
- プロデューサー補 - 望月卓(東映)
- 技術協力 - 東映デジタルセンター、東映ラボ・テック、西華デジタルイメージ株式会社、RED DIGITAL CINEMA SHOT ON RED、BULL、日本照明、UPSIDE、WING-T、GREAT INTERNATIONAL、M・SOFT、NKL
- 製作プロダクション - 東映テレビ・プロダクション
- 劇場版「オーズ・ゴーカイジャー」製作委員会（テレビ朝日、東映、東映ビデオ、東映アニメーション、ADK、東映エージエンシー、バンダイ）
- 配給 - 東映
- 監督 - 渡辺勝也

## 挿入歌
劇場版としては初めて主題歌が存在せず、スタッフクレジットは本編の冒頭に表示される。
「海賊戦隊ゴーカイジャー」
作詞：岩里祐穂 / 作曲：持田裕輔 / 編曲： Project.R （籠島裕昌） / 歌：松原剛志（Project.R） / コーラス：ヤング・フレッシュ、Project.R
「バトルフィーバーJ」
作曲：渡辺宙明 / 編曲：山下康介
「秘密戦隊ゴレンジャー」
作曲：渡辺宙明 / 編曲：山下康介
「G3プリンセスラップ -PRETTY LOVE☆Limited-」
作曲・編曲：大石憲一郎
「ないしょのユーレイヒー」
作詞：荒川稔久 / 作曲・編曲：山下康介 / 歌：ささきいさお、堀江美都子、松原剛志
ゲスト出演した3人が歌う本作品オリジナルの歌。

## 映像ソフト化
- 海賊戦隊ゴーカイジャー THE MOVIE 空飛ぶ幽霊船 メイキング 6人の絆（DVD1枚組、2011年7月21日発売）
  - 本作品のメイキング映像を収録。
- 海賊戦隊ゴーカイジャー THE MOVIE 空飛ぶ幽霊船 通常版（1枚組、2012年2月21日発売、Blu-rayとDVDでのリリース）
  - 映像特典
    - 特報・劇場予告編・TVスポット集
- 海賊戦隊ゴーカイジャー THE MOVIE 空飛ぶ幽霊船 コレクターズパック（3枚組、2012年2月21日発売、Blu-rayとDVDでのリリース）
  - ディスク1：本編ディスク（通常版と同様）
  - ディスク2：特典DVD1
    - 潜入! ささきいさお 堀江美都子 松原剛志 アフレコ現場
    - 製作発表記者会見
    - 完成披露試写会舞台挨拶
    - 公開2日目舞台挨拶
    - ゴーカイトーク
    - PR集
    - ゴーカイファイル
    - 幽霊船ファイル
    - ゴーカイギャラリー
    - ポスタービジュアル

  - ディスク3：特典DVD2
    - 映画公開記念スペシャルイベント 怒涛のトーク&ライブショー
      - 宇宙帝国ザンギャックナイト
      - 海賊戦隊ゴーカイジャーナイト

  - 初回限定特典
    - はってはがせる「ゴーカイシール」（2枚）
- 劇場版 仮面ライダーオーズ・海賊戦隊ゴーカイジャー 3D（1枚組、2012年2月10日発売、Blu-ray 3Dでリリース）
  - 3D版本編のソフト化。同時上映の『劇場版 仮面ライダーオーズ WONDERFUL 将軍と21のコアメダル』も同時収録。2D再生にも対応。
  - 映像特典
    - TRAILER ver.3D

  - 初回限定特典
    - 3Dポストカード